# MANIAC I
Der MANIAC I (Mathematical Analyzer Numerical Integrator And Computer Model I; engl. maniac „Verrückter“) war ein früher Universalrechner, der unter der Leitung von Nicholas Metropolis Anfang der fünfziger Jahre für das Los Alamos National Laboratory gebaut wurde. Der auf der Von-Neumann-Architektur basierende Rechner wurde bei der University of California gebaut und kostete mit Ausgabegeräten 298.000 US-Dollar.
Der Röhrencomputer MANIAC benötigte eine Standfläche von 1,85 Quadratmetern und war knapp 2 Meter hoch. Der Energiebedarf des Rechners betrug 35 Kilowatt. 2400 Elektronenröhren und 500 Kristalldioden übernahmen die Schaltungen, die Befehle wurden entweder per Lochstreifen oder über Magnetband eingelesen. Die Speicherung erfolgte entweder elektrostatisch (Kapazität: 1024 Wörter) oder auf einer Magnettrommel (Kapazität: 10.000 Wörter). Die Durchführung einer Addition dauerte 80 Millisekunden, Multiplikations- und Divisionsschritte nahmen eine Sekunde in Anspruch. Die Ausgabe erfolgte entweder über einen Anelex-Drucker, einen Fernschreiber, auf Papierband oder einen Magnetstreifen.
MANIAC I lief zum ersten Mal erfolgreich im März 1952, er wurde dann zur Berechnung von Nuklearwaffen eingesetzt, bis er 1957 durch seinen Nachfolger MANIAC II ersetzt wurde. Der Großrechner wurde dann an die University of New Mexico übergeben, wo er weiterverwendet wurde.
1961 wurde MANIAC III an der University of Chicago gebaut.
MANIAC war der erste Computer, der gegen einen Menschen ein Schachspiel gewann. 1956 gewann er in einem 6×6-Spiel gegen eine junge Frau, die erst eine Woche zuvor mit dem Schachspiel begonnen hatte.